# Desa Wonosobo (administrativ by i Indonesien, Jawa Timur)
Desa Wonosobo är en administrativ by i Indonesien.   Den ligger i provinsen Jawa Timur, i den sydvästra delen av landet, 900 km öster om huvudstaden Jakarta.